# Klaus Iohannis
Klaus Werner Iohannis (ur. 13 czerwca 1959 w Sybinie) – rumuński polityk, samorządowiec i nauczyciel narodowości niemieckiej, w latach 2000–2014 burmistrz Sybina, długoletni lider Demokratycznego Forum Niemców w Rumunii, w 2014 przewodniczący Partii Narodowo-Liberalnej, w latach 2014–2025 prezydent Rumunii.

## Życiorys
Z pochodzenia jest Sasem Siedmiogrodzkim. W latach 1979–1983 studiował fizykę na Uniwersytecie Babeș-Bolyai w Klużu-Napoce. Po ukończeniu studiów pracował jako nauczyciel w kilku szkołach średnich w Sybinie, w tym od 1989 w renomowanym niemieckojęzycznym Liceul „Samuel von Brukenthal”. Od 1997 do 2000 zajmował stanowisko inspektora generalnego ds. oświaty w okręgu Sybin.
W 1990 wszedł w skład Demokratycznego Forum Niemców w Rumunii (FDGR). W strukturach tej partii, reprezentującej mniejszość niemiecką w Rumunii, pełnił różne funkcje. W 2001 został jej przewodniczącym i zajmował to stanowisko do 2013. 30 czerwca 2000 został wybrany na burmistrza Sybina. W wyborach w 2004 zdobył 88,7% głosów, a w 2008 – 83,2% głosów. W 2012 po raz czwarty uzyskał wybór na ten urząd (większością 77,9% głosów). Od początku swojej kariery głosił hasła zwalczania korupcji, co przyniosło mu popularność.
13 października 2009, po uchwaleniu przez parlament wotum nieufności wobec mniejszościowego rządu Emila Boca, Partia Narodowo-Liberalna (PNL) ogłosiła wysunięcie kandydatury Klausa Iohannisa na stanowisko premiera nowego rządu tymczasowego, sprawującego władzę do czasu wyborów prezydenckich w listopadzie i grudniu. W tym celu PNL rozpoczęła rozmowy z pozostałymi ugrupowaniami w parlamencie. 13 października poparcie dla rządu fachowców na czele z burmistrzem Sybina zadeklarowały Partia Socjaldemokratyczna (PSD) oraz Demokratyczny Związek Węgrów w Rumunii (UDMR). Prezydent Traian Băsescu nie zaakceptował jednak propozycji opozycji i opowiedział się za utworzeniem rządu politycznego. 15 października na stanowisko nowego premiera desygnował ekonomistę Luciana Croitoru.
W 2013 Klaus Iohannis wstąpił do Partii Narodowo-Liberalnej, obejmując funkcję jej wiceprzewodniczącego. 28 czerwca następnego roku zastąpił Crina Antonescu na stanowisku przewodniczącego partii.
11 sierpnia 2014 został przedstawiony jako oficjalny kandydat Sojuszu Liberalno-Chrześcijańskiego (tworzonego przez PNL i Partię Demokratyczno-Liberalną) w wyborach prezydenckich. W kampanii wyborczej koncentrował się na kwestiach zwalczania korupcji i reformy wymiaru sprawiedliwości. W pierwszej turze głosowania z wynikiem ponad 30,4% głosów zajął drugie miejsce za lewicowym premierem Victorem Pontą, którego poparło ponad 40,3% głosujących. Dwa tygodnie później Klaus Iohannis – w opinii części komentatorów dość niespodziewanie – zwyciężył w drugiej turze wyborów z wynikiem około 54,5% głosów. W związku z wyborem na stanowisko głowy państwa 2 grudnia złożył rezygnację ze stanowiska burmistrza Sybina, zaś 18 grudnia ustąpił z funkcji przewodniczącego Partii Narodowo-Liberalnej.
21 grudnia 2014 został zaprzysiężony na urząd prezydenta Rumunii. W 2017 poparł masowe protesty społeczne przeciwko planowanemu przez socjaldemokratyczny rząd złagodzeniu prawa antykorupcyjnego i amnestii dla skazanych za te przestępstwa. Brał również osobiście udział w demonstracjach, z których największa z 5 lutego liczyła pół miliona ludzi. Dwa dni później prezydent wystąpił w parlamencie, gdzie potępił polityków dążących do złagodzenia przepisów antykorupcyjnych.
W 2019 ubiegał się o reelekcję w kolejnych wyborach prezydenckich, zajmując w pierwszej turze głosowania, która odbyła się 10 listopada, 1. miejsce z wynikiem 37,8% głosów. Przeszedł do drugiej tury z reprezentującą PSD byłą premier Vioriką Dăncilą, którą poparło 22,3% głosujących. W drugiej turze wyborów, która odbyła się 24 listopada, został ponownie wybrany na prezydenta Rumunii, uzyskując według ostatecznych danych 66,1% głosów.
Jego druga kadencja miała zakończyć się 21 grudnia 2024. 6 grudnia, dwa dni przed planowaną drugą turą głosowania mającą wyłonić jego następcę, Trybunał Konstytucyjny unieważnił jednak cały proces wyborów prezydenckich. Klaus Iohannis oświadczył wówczas, że pozostanie na urzędzie prezydenta do czasu zaprzysiężenia swojego następcy, opierając tę decyzję na normie konstytucyjnej. Ostatecznie 10 lutego 2025 złożył rezygnację ze stanowiska; wcześniej prawicowa opozycja złożyła wniosek o wszczęcie wobec niego procedury impeachmentu. Odszedł z urzędu 12 lutego 2025, tego dnia obowiązki prezydenta przejął czasowo przewodniczący Senatu Ilie Bolojan.

## Odznaczenia i wyróżnienia

### Odznaczenia rumuńskie
- Łańcuch Orderu Gwiazdy Rumunii – ex officio[25]
- Krzyż Kawalerski Orderu Gwiazdy Rumunii (2007)[26]
- Krzyż Wielki Orderu Narodowego Zasługi – ex officio[25]
- Kawaler Orderu Narodowego Zasługi (2011)[26]
- Krzyż Wielki Orderu Wiernej Służby – ex officio[25]

### Odznaczenia zagraniczne
- Krzyż Kawalerski Orderu Zasługi Republiki Federalnej Niemiec (Niemcy, 2006)[26]
- Komandor Orderu Gwiazdy Solidarności Włoskiej (Włochy, 2008)[26]
- Oficer Orderu Zasługi Wielkiego Księstwa Luksemburga (Luksemburg, 2009)[26]
- Krzyż Komandorski II Klasy Odznaki Honorowej za Zasługi dla Republiki Austrii (Austria, 2009)[26]
- Oficer Orderu Korony (Belgia, 2009)[26]
- Krzyż Oficerski Orderu Zasługi Republiki Federalnej Niemiec (Niemcy, 2014)[26]
- Wielki Łańcuch Orderu Infanta Henryka (Portugalia, 2015)[26]
- Order Republiki (Mołdawia, 2016)[27]
- Wielki Krzyż ze Złotym Łańcuchem Orderu Witolda Wielkiego (Litwa, 2016)[26]
- Order Domowy Nassauski Lwa Złotego (Luksemburg, 2016)[26]
- Kawaler Krzyża Wielkiego Udekorowany Wielką Wstęgą Orderu Zasługi Republiki Włoskiej (Włochy, 2016)[26]
- Order Stara Płanina I klasy ze Wstęgą (Bułgaria, 2016)[26]
- Krzyż Wielki Klasy Specjalnej Orderu Zasługi Republiki Federalnej Niemiec (Niemcy, 2016)[26]
- Order Orła Białego (Polska, 2016)[28][29]
- Krzyż Wielki Legii Honorowej (Francja, 2016)[26]
- Order Podwójnego Białego Krzyża I klasy (Słowacja, 2016)[30]
- Wielki Order Króla Tomisława (Chorwacja, 2017)[26][31]
- Order Krzyża Ziemi Maryjnej I klasy (Estonia, 2021)[26]
- Wielki Łańcuch (Palestyna, 2022)[26]
- Komandor Krzyża Wielkiego Orderu Trzech Gwiazd (Łotwa, 2022)[26]
- Krzyż Wielki Orderu „Za Zasługi dla Litwy” (Litwa, 2022)[26]
- Wielki Łańcuch Orderu Wolności (Portugalia, 2023)[26]
- Order Amilcara Cabrala I klasy (Republika Zielonego Przylądka, 2023)[26]
- Krzyż Wielki Orderu Narodowego Lwa (Senegal, 2023)[26]
- Wielki Order Hibiskusa (Mugunghwa) (Korea Południowa, 2024)[26]

### Odznaczenia niepaństwowe i wyróżnienia
- Kawaler Orderu Grobu Świętego (Zakon Rycerski Grobu Bożego w Jerozolimie, 2016)[26]
- Nagroda Karola Wielkiego (2020)[32]